# 黑貓大旅社 (電影)
《黑貓大旅社》（英語：[Hotel Blackcat] 错误：{{Lang}}：文本有斜体标记（帮助）），是徐麗雯自編自導的第一支劇情長片，完成於2010年12月，獲得行政院新聞局高畫質電視電影補助金。2010年12月，在HiHD首播。片中集結了台灣各生代的優秀演員，包括陸弈靜、夏靖庭、蔡振南、吳中天、李康宜、温貞菱、余佩真等人。攝影與美術風格也濃烈多彩。

## 演員陣容

### 主要角色
| 演員     | 角色                     | 角色職業／背景／關係 |
| 陸弈靜   | 黑貓（滿姐）             | （滿姐）旅社老闆娘 曾是風華絕代的舞小姐，背負著三十年前愛人的死而獨活，坐困旅社櫃台終年不出，日日暴食而仍一身皮包骨。                                                 |
| 李康宜   | 年輕黑貓（滿姐）         | 年輕時侯黑貓（滿姐） 風華絕代的舞小姐 |
| 夏靖庭   | 老鄧 ( 閣樓房客 )        | 自年輕時戀慕黑貓（滿姐），為黑貓頂罪入獄，多年後獲釋，仍堅守在黑貓身邊，遲暮之戀終能開花結果？                                                                        |
| 藍葦華   | 年輕老鄧                 | 年輕時侯（老鄧）時戀慕黑貓（滿姐），為黑貓（滿姐）頂罪入獄 |
| 黃采儀   | 葉玲瓏 ( Room 102 房客 ) | 在旅社內接客的妓女，養育一個智障的孩子空仔。年輕時頭一次下海就剋死人客，自此流離生涯，也發現自己染上了愛滋……                                                          |
| 黃湘婷   | 年輕葉玲瓏               | 年輕時侯（葉玲瓏）時頭一次下海就剋死人客，自此流離生涯 |
| 彭浩秦   | 空 仔 ( Room 102 房客 )  | 懞懂年代就跟了葉玲瓏，如今方成年，身體裡的小獸正在騷動，面對一心認定的母親驟逝，空仔會如何面對生命與性的空缺？                                                        |
| 溫吉興   | 劉 六 ( Room 202 房客 )  | 遭到年幼女兒的性指控，因而離家背負著臠童的罪名，長住在旅社十一年，日日期待明天就能回家。                                                                              |
| 陳氏秋貞 | 阿南 ( Room 101 房客 )   | 越南移工，照料老闆娘黑貓與房客的起居，每日採買時會偷換上老闆娘的旗袍展露姿色，最大的願望是存錢回家鄉蓋房子。不料卻傳來丈夫外遇的消息……                                |
| 温貞菱   | 方喬喬 ( Room 201 房客 ) | 國中時遭欺負又不被家人所理解，因而離家離校，展開扮裝的生活，窩在櫥窗裡，以假人的軀殼讓別人看見自己。                                                                  |
| 余佩真   | 劉囡囡                   | 六歲時她的一句話讓父親從此失去音訊，國中時她又犯下一個自己不知輕重的錯誤，罪惡感在她身上從來都是模模糊糊的，直到找到了她的父親(劉 六)，也打開了另一個緊鎖許久的盒子…… |
| 蔭山征彥 | 淺野信 ( Room 203 房客 ) | 日本人在台失業，隱瞞遠方的家人，每天仍晨起做操、西裝筆挺，以說謊度日，並開始染上偷竊的習慣，只是他偷的不是有價的物品，而是無價的故事與情感…….                         |
| 吳中天   | 夏謙                     | 帶著黑貓（滿姐）私奔，無以為繼之下靠黑貓（滿姐）以女人的本錢賺取生活，而後在掙扎下背棄了黑貓（滿姐）。                                                                |
| 蔡振南   | 唐老闆                   | 心儀黑貓（滿姐）而不可得，試圖以金錢擁有，卻仍失落了。 |
| 陳文彬   | 嫖客                     | 葉玲瓏的客人之一，有殘虐性格，一天在辦事時，發現了房間裡另一雙窺探的眼睛…….                                                                                           |
| 林志儒   | cosplay店老闆            | 方喬喬的忘年之交，堅強但易感，他開設的cosplay店是方喬喬的避風港。 |

## 外部連結

### 官方網站
- 官方部落格 （页面存档备份，存于）
- 黑貓大旅社的Facebook專頁

### 其他
- 開眼電影網上《黑貓大旅社》的資料（繁體中文）
- 豆瓣电影上《黑貓大旅社》的資料 （简体中文）
- 时光网上《黑貓大旅社》的資料（简体中文）
- 互联网电影数据库（IMDb）上《黑貓大旅社》的资料（英文）